# 拉羅斯灣
49°35′S 69°25′E / 49.583°S 69.417°E

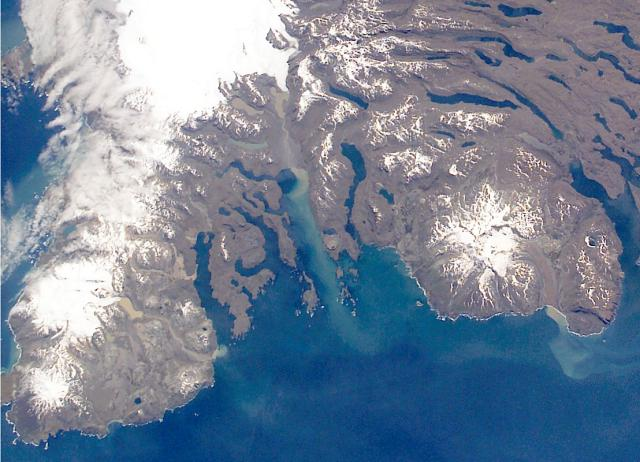

拉羅斯灣（法語：Baie Larose），是南極洲的海灣，位於凱爾蓋朗群島，屬於奧迪恩灣的一部分，其中20平方公里面積被國際鳥盟列為重點鳥區，由法屬南部領地負責管轄。